# Мечеть Эфем Бей

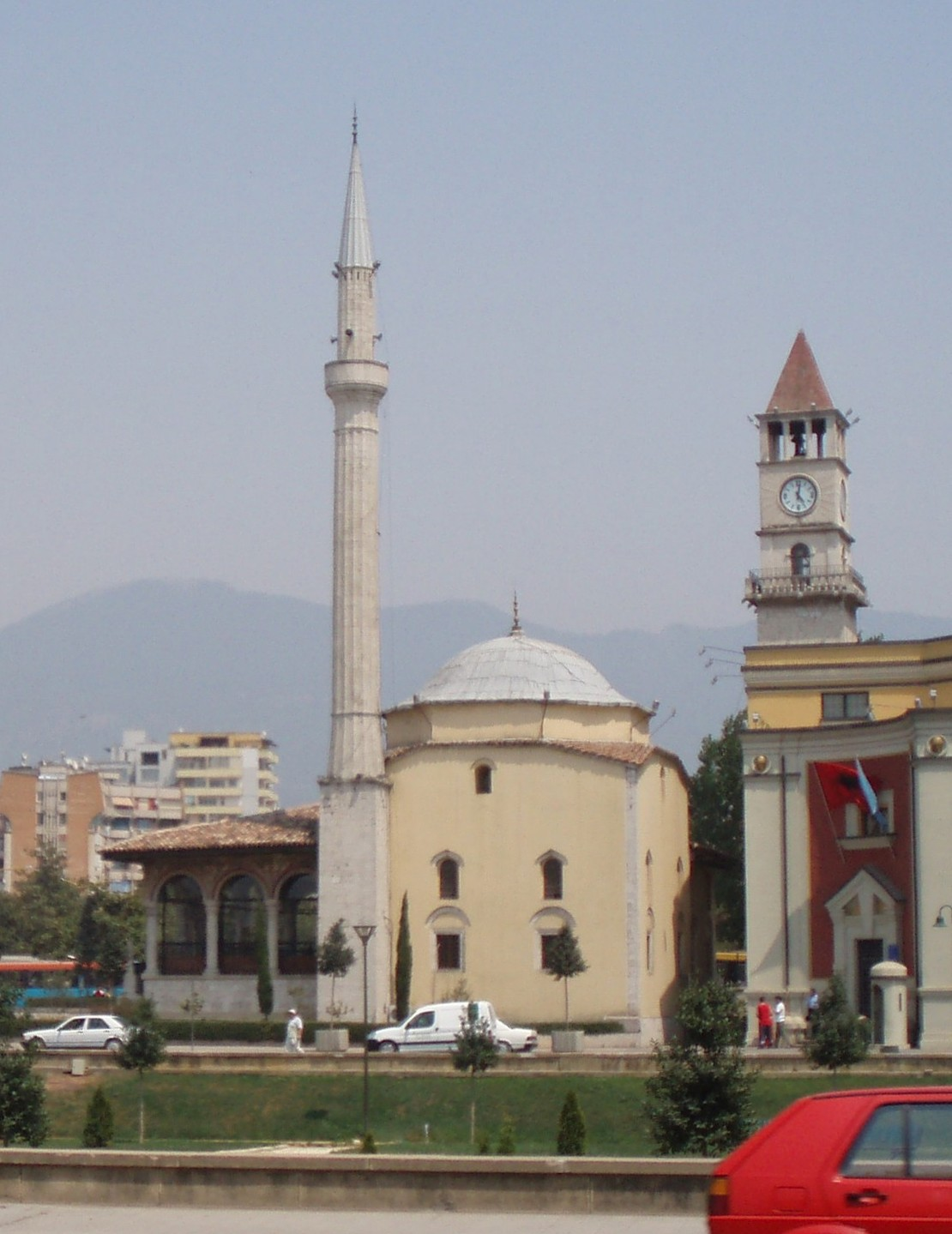
Мечеть Этхем Бей

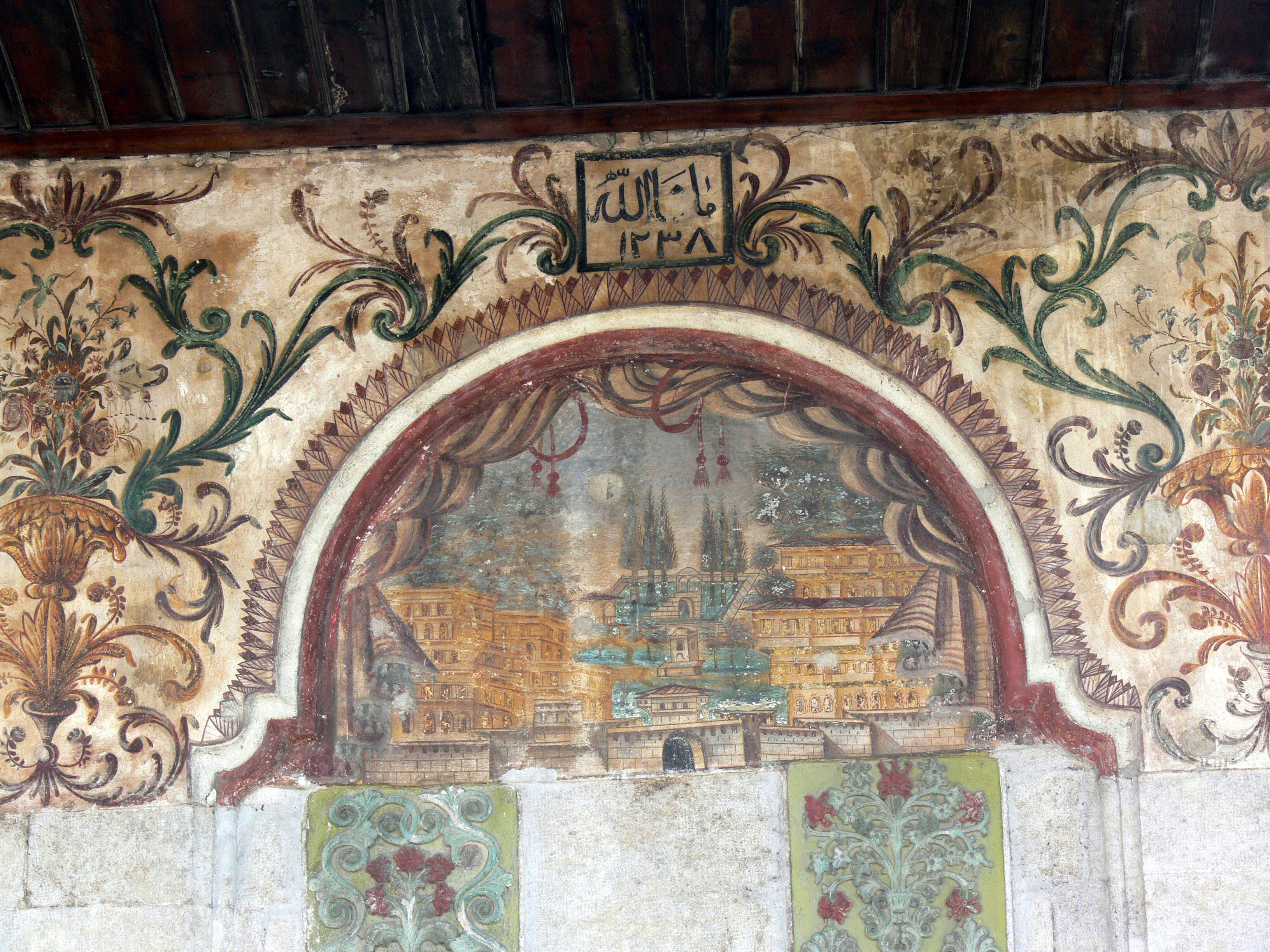
Внутреннее убранство мечети

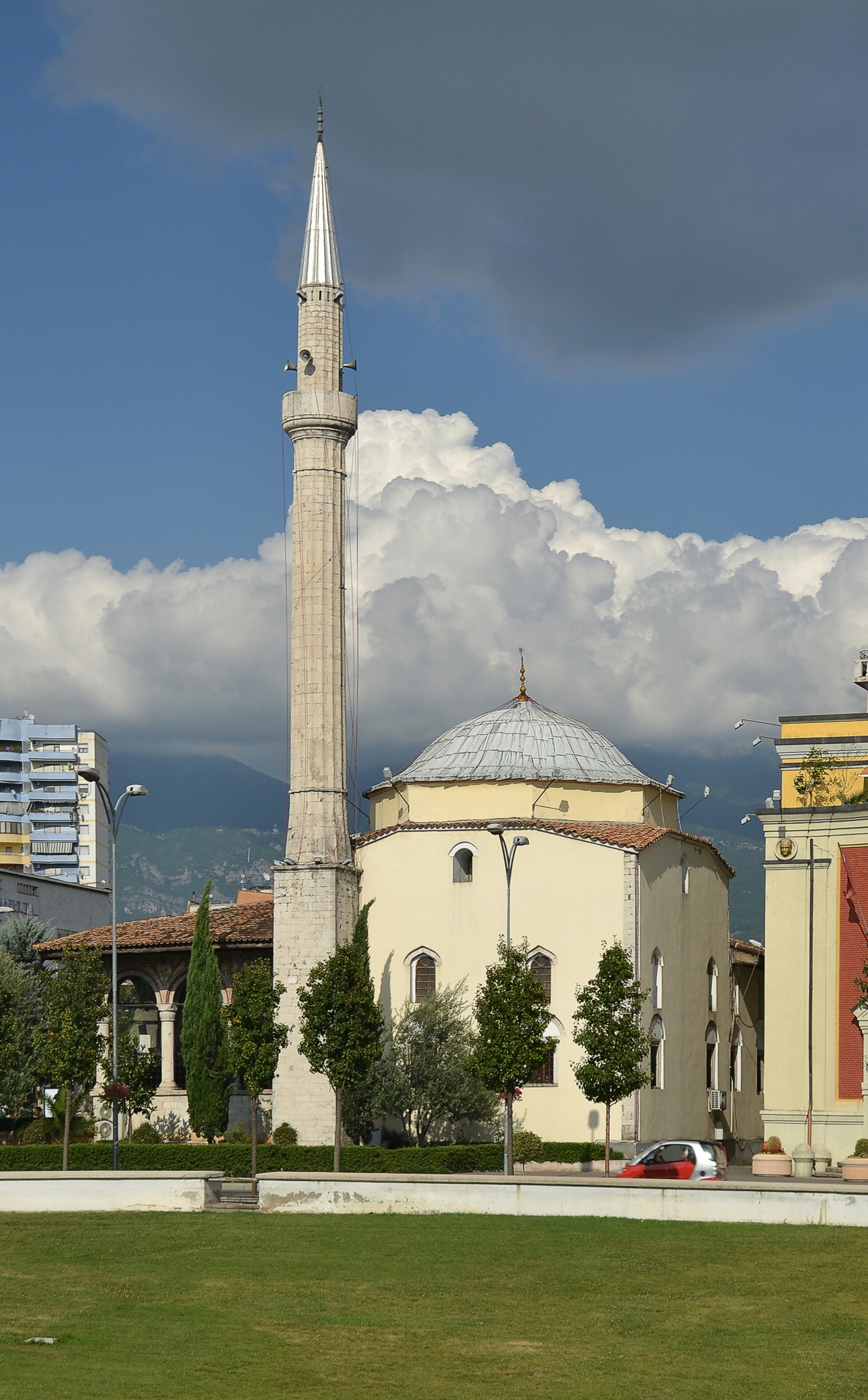
Интерьер

Мечеть Этхем Бей — мечеть расположена в центре албанской столицы Тираны. Строительство было начато в 1789 году Молла Бейем, и было закончено в 1823 его сыном Нахчи Этхем Бейем, правнуком Паши Сулеймана. Название мечети на албанском содержит апостроф, разделяющий буквы t и h, так чтобы они не считались диграфом. Албанский алфавит содержит диграфы, и изредка случается, что пары букв, обычно составляющие диграф, соответствуют раздельным звукам. Для уточнения чтения в албанских топонимах неофициально употребляется апостроф. В русском языке встречаются разные варианты названия мечети, например, Этем-бей или Эфем-бей, однако правильным вариантом с учетом раздельного произношения букв, будет Этхем-бей.

## История и архитектура
Во время коммунистического режима в Албании, мечеть была закрыта до 18 января 1991, когда, несмотря на оппозицию среди коммунистических властей, десять тысяч человек её открыли. Так было положено началу падения коммунизма в Албании.
Фрески мечети изображают деревья, водопады и мосты; картины натюрморта, редкость в исламском искусстве.
Экскурсии в мечети проводятся ежедневно, за исключением времени молитвенного богослужения.